# Олександрівка (Сухоєланецька сільська громада)
Олекса́ндрівка — село в Україні, у Сухоєланецькій сільській громаді Миколаївського району Миколаївської області. Населення становить 24 особи.

## Населення
Згідно з переписом УРСР 1989 року чисельність наявного населення села становила 33 особи, з яких 13 чоловіків та 20 жінок.
За переписом населення України 2001 року в селі мешкали 24 особи.

### Мова
Розподіл населення за рідною мовою за даними перепису 2001 року:
| Мова       | Відсоток |
| ---------- | -------- |
| українська | 87,50 %  |
| молдовська | 12,50 %  |